# Mohammad Mousavi Khoeiniha
 (juillet 2025).
Le contenu est difficilement compréhensible vu les erreurs de traduction, qui sont peut-être dues à l'utilisation d'un logiciel de traduction automatique.
Mohammad Mousavi Khoeiniha (né en 1942) est un religieux iranien et secrétaire général de l'Association réformiste des religieux combattants. Il est le fondateur du défunt Salam et est membre du Conseil de discernement.

## Biographie
Khoeiniha est né à Qazvin, en Iran, en 1942. Il part à Qom pour étudier la religion en 1961. Là, il fait ses études avec l'ayatollah Seyyed Mostafa Mohaqiq Damad et de grands ayatollahs, dont Mohammad Ali Araki et Hossein Ali Montazeri. En 1966, il part à Nadjaf, en Irak, et poursuit ses études sous la direction de l'ayatollah Khomenei. Son séjour à Najaf est bref et il retourne en Iran en 1967. En 1977, il est arrêté par SAVAK. Bien qu'il ait été condamné à quinze ans de prison, il est libéré à l'automne 1978 en raison des troubles dans le pays. Après la révolution de 1979, il devient l'un des assistants de l'ayatollah Khomeini. Il est nommé représentant de Khomeini au Conseil iranien de la radio et de la télévision nationales.

## Responsabilités
Il est le chef spirituel des étudiants musulmans suiveurs de la ligne de l'Imam qui provoque la prise d'otages du personnel de l'ambassade américaine le 4 novembre 1979. Il aurait occupé le poste de vice-président du Majles au début des années 80. Il est nommé par Khomeini procureur général d'Iran, en remplacement de Youssef Saanei à ce poste au milieu des années 1980. Ensuite, Khoeiniha est nommé membre du Conseil supérieur de la magistrature et également du Conseil de discernement. En 1989, il est nommé par Khomeini comme son représentant dans l'assemblée constitutionnelle qui est formée pour réviser la constitution.
Khoeiniha et d'autres «mollahs révolutionnaires vétérans de gauche» de l'Assemblée des religieux militants fondent Salam en 1991, après que les membres de l'Assemblée aient non seulement été interdits par le Conseil des gardiens de se présenter à l'Assemblée des experts, mais n'ont pu trouver aucun journal. même disposé à imprimer cette nouvelle et leur protestation. Malgré sa diffusion limitée et sa concentration sur l'influence politique, le journal devient très populaire et aide à élire le président réformiste Mohammad Khatami en 1997.
Salam  est interdit le 7 juillet 1999 pour avoir publié "une note secrète présumée d'un ancien agent des renseignements, exhortant les autorités à resserrer les restrictions à la presse". Ceci "déclenchant des manifestations étudiantes d'une ampleur inédite depuis la révolution de 1979".
Le 25 juillet 1999, le tribunal administratif spécial condamne Khoeiniha en tant qu'éditeur de Salam "pour diffamation et diffusion de fausses informations en relation avec la note présumée". Il est condamné à trois ans de prison et à un fouet. Cependant, le tribunal suspend cette condamnation et réduit sa peine à une amende de 23 millions de rials (13 000 $ US) "en raison de ses solides références révolutionnaires". Moins de deux semaines plus tard, le tribunal du clergé "impose une interdiction de cinq ans à Salam et interdit à Musavi-Khoeiniha de pratiquer le journalisme pendant trois ans". Le tribunal juge que le journaliste est "coupable d'avoir diffusé des informations mensongères et déformées visant à nuire à l'opinion publique".
Jusqu'en 2006, Khoeiniha n'est pas actif. Il devient le chef de l'Association des clercs combattants lorsque Mehdi Karoubi quitte le parti pour en créer un autre.